# Florence de Worcester
Florence de Worcester (parfois : Florent) († 7 juillet 1118) fut un moine et chroniqueur de Worcester.
Florence de Worcester a longtemps été considéré comme l'auteur de la partie du Chronicon ex chronicis (Chronique des chroniques), faite avant 1118, à cause de la nécrologie pour l'année 1118 le saluant pour son travail remarquable. Mais cette hypothèse a été invalidée, car d'une part, il n'y a pas de différence de style d'écriture entre la chronique avant et après sa mort ; d'autre part, de larges parties des annales pour les années précédant sa mort, qui viennent de l'Historia novorum d'Eadmer, n'ont été publiées qu'en 1122. Florence joua probablement un rôle dans la rédaction de cette chronique, mais on ne sait lequel.